# Sojahuachi
Sojahuachi är en ort i Mexiko.   Den ligger i kommunen Bocoyna och delstaten Chihuahua, i den nordvästra delen av landet, 1 300 km nordväst om huvudstaden Mexico City. Sojahuachi ligger 2 420 meter över havet och antalet invånare är 377.
Terrängen runt Sojahuachi är huvudsakligen kuperad, men den allra närmaste omgivningen är platt. Runt Sojahuachi är det glesbefolkat, med 13 invånare per kvadratkilometer. Närmaste större samhälle är Bocoyna, 17,5 km väster om Sojahuachi. I omgivningarna runt Sojahuachi växer huvudsakligen savannskog.